# Paclitaxel
Paclitaxel met als merknaam Taxol® is een van de vele cytostatica.
In de jaren zestig werd een screeningsprogramma voor plant-extracten opgezet door het National Cancer Institute (NCI) in de Verenigde Staten. In 1962 vond men dat een extract van de Taxus brevifolia actief was tegen een aantal muizentumoren. Vijf jaar later werd taxol, het actieve bestanddeel in het extract, door Monroe Wall en Mansukh Wani van het Research Triangle Institute in North Carolina geïsoleerd. Oorspronkelijk werd dit geneesmiddel geïsoleerd uit de schors van Taxus brevifolia, maar de concentratie ervan is zeer laag (0,01-0,04%) zodat voor 1 kg paclitaxel 9000 kg schors nodig is. Door de trage groei van Taxus brevifolia werd gezocht naar een alternatieve methode. De totaalsynthese was geen optie want deze vergt meer dan 50 stappen. Paclitaxel bleek wel aanwezig te zijn in de naalden van diverse Taxus-soorten (tot 0,1%) samen met 10-deacetylbaccatine III dat via semisynthese kan worden omgezet tot paclitaxel-analoga.
Paclitaxel wordt gebruikt bij chemotherapie en is werkzaam vanwege zijn stabiliserende effect op microtubuli. Hierdoor kunnen cellen niet meer delen en kun je de groei van bepaalde carcinomen remmen. Dit cytostaticum wordt onder andere ingezet bij de behandeling van ovariumcarcinoom.
De stof is opgenomen in de lijst van essentiële geneesmiddelen van de WHO.